# Krowiarki (góry)

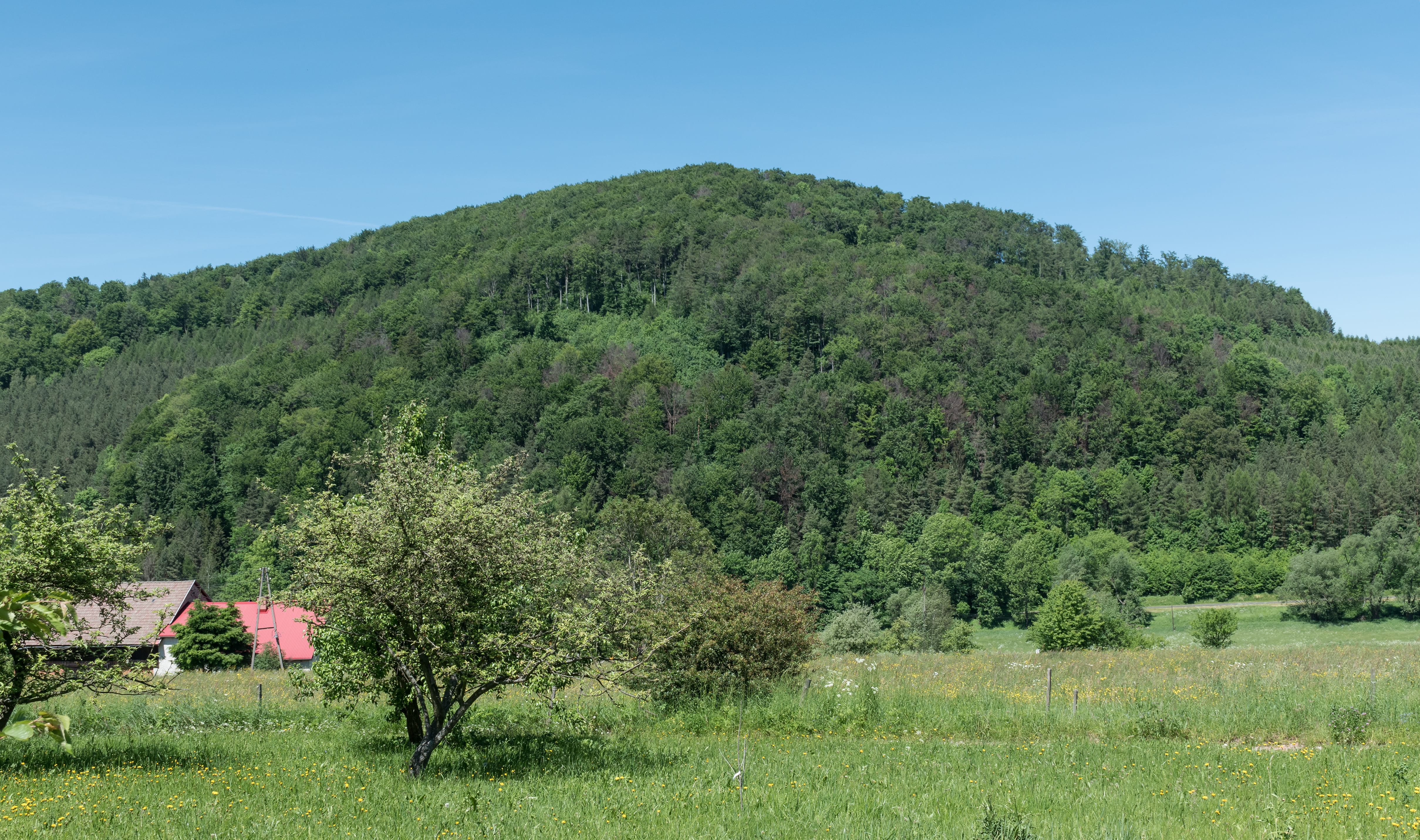
Słupiec w Krowiarkach

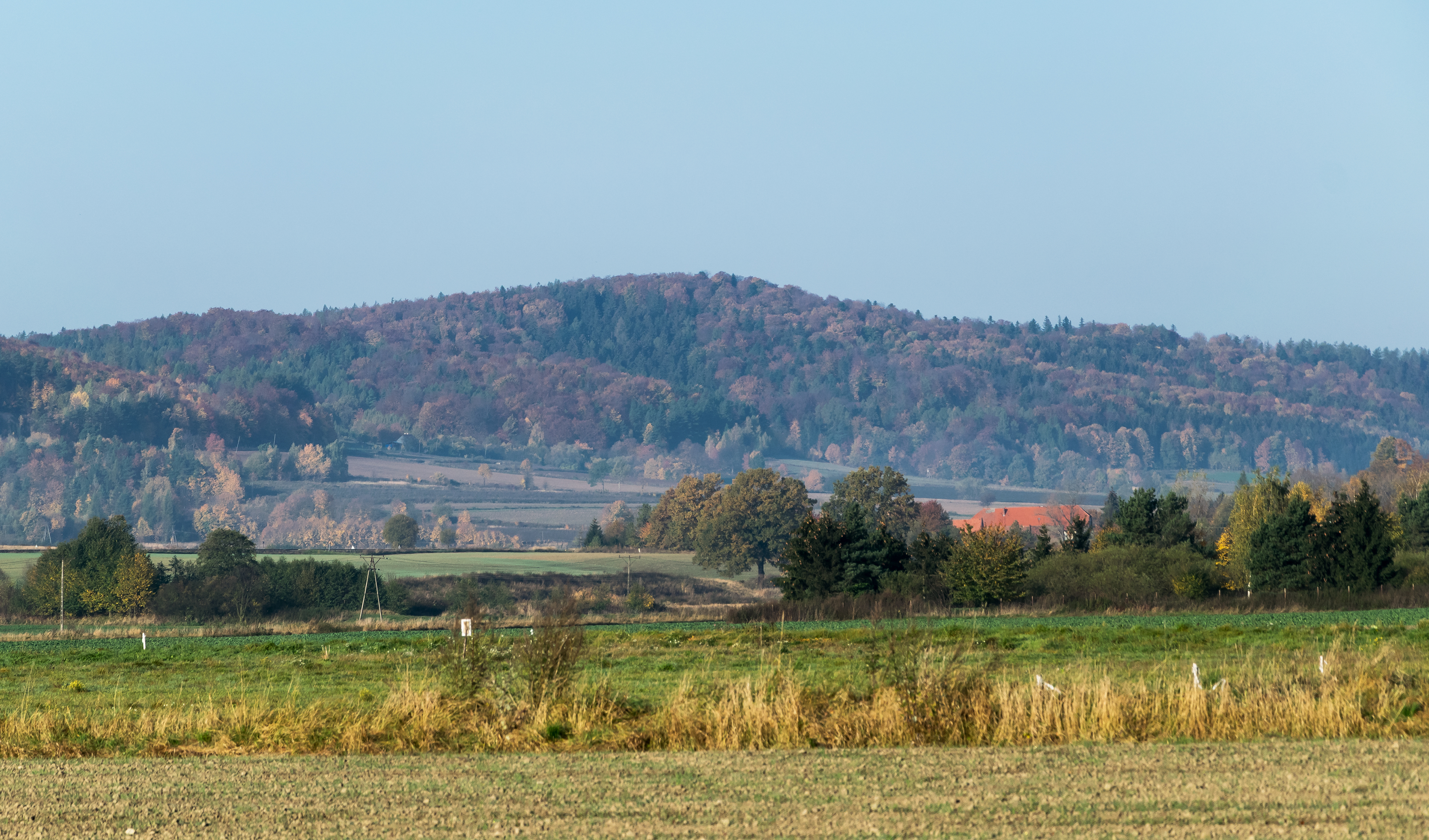
Dębowa (góra) w Krowiarkach

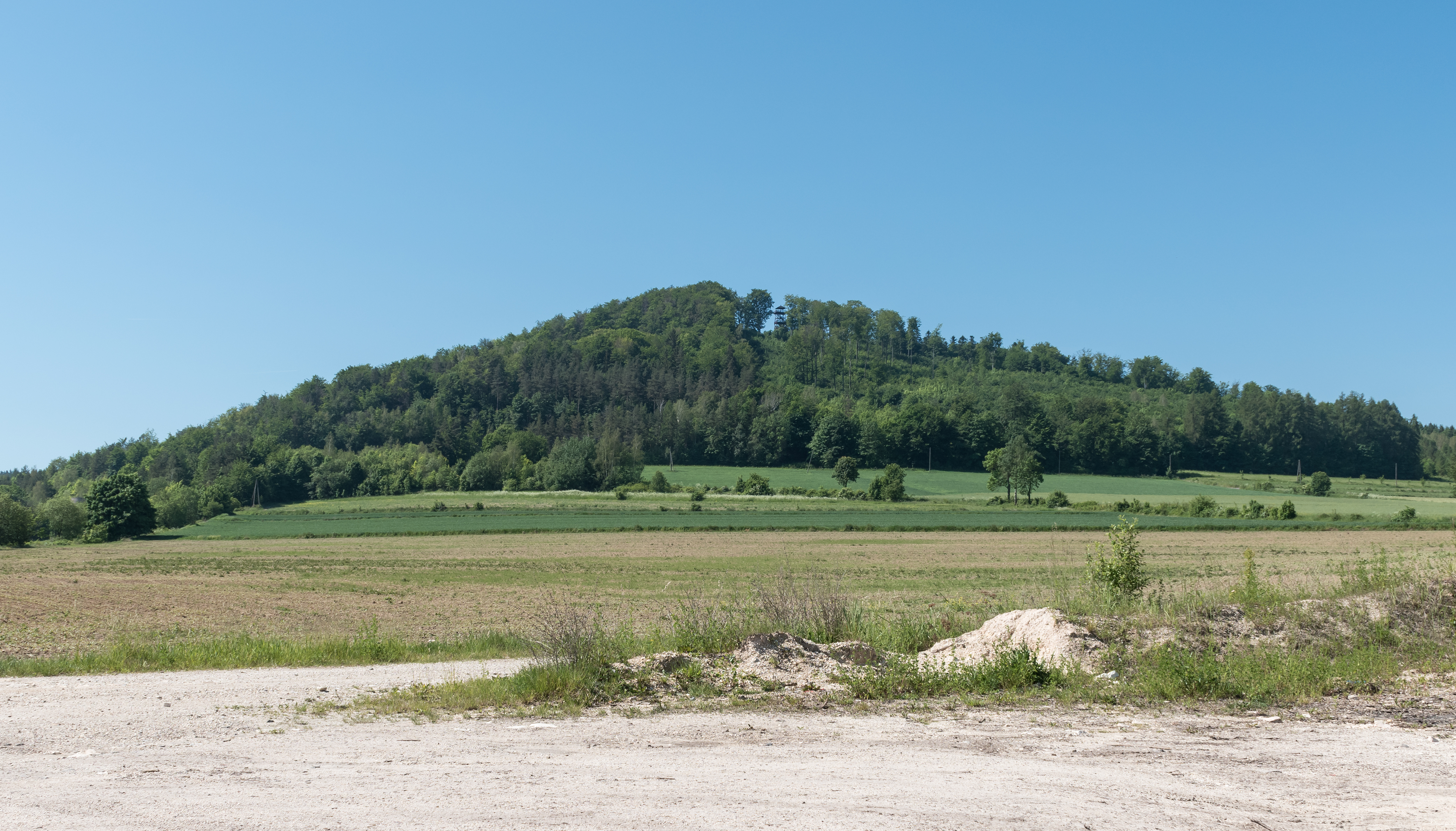
Wapniarka w Krowiarkach

Krowiarki (niem. Kühberge) – pasmo górskie w południowo-zachodniej Polsce, w Sudetach Wschodnich, w województwie dolnośląskim. Zgodnie z regionalizacją fizycznogeograficzną (według Kondrackiego i Walczaka) jest to mikroregion należący do mezoregionu Masyw Śnieżnika.

## Położenie
Pasmo położone jest w Sudetach Wschodnich, w południowo-wschodniej części ziemi kłodzkiej, zaczynając się w jej centrum około 10 km na południe i południowy wschód od Kłodzka i biegnąc dalej ku południowemu wschodowi, w stronę Śnieżnika. Od właściwego Masywu Śnieżnika oddziela Krowiarki Przełęcz Puchaczówka oraz doliny Białej Wody i Siennej Wody. Morawka (na bardzo krótkim odcinku) oraz Biała Lądecka oddzielają Krowiarki od Gór Złotych od strony wschodniej i północnej. Na dalszym odcinku Biała Lądecka oddziela pasmo od Wzgórz Rogówki, należących do Kotliny Kłodzkiej. Od strony południowo-zachodniej pasmo Krowiarek graniczy z Obniżeniem Bystrzycy i Wysoczyzną Idzikowa (obie jednostki stanowią część Rowu Górnej Nysy) i od zachodu z właściwą Kotliną Kłodzką. Zarys pasma ma w przybliżeniu kształt trójkąta o narożach: Krosnowice – Lądek-Zdrój – Przełęcz Puchaczówka. Najbardziej na południe wysunięta mała część obszaru pasma leży w granicach Śnieżnickiego Parku Krajobrazowego.

## Charakterystyka
Niewielkie pasmo górskie, silnie rozczłonkowane, stanowi teren o charakterze odmiennym od Masywu Śnieżnika, choć stanowi jego podjednostkę. Pasmo złożone jest z kilku ciągów wzniesień o wysokości od 505 do 964 m n.p.m. Rozchodzą się one wachlarzowato od Przełęczy Puchaczówka. Od przełęczy ku północnemu zachodowi i ku północnemu wschodowi ciągną się dwa główne grzbiety, od których odchodzą liczne, boczne grzbieciki. Obszar Krowiarek charakteryzuje się dużymi deniwelacjami, stromymi zboczami i głębokimi dolinami potoków o dużych, nierównych spadkach. Wzniesienia mają często strome zbocza, a ponad linię grzbiety sterczą liczne kulminacje. Dość licznie występują skałki, zbudowane z łupków łyszczykowych, marmurów (wapieni krystalicznych), kwarcytów. Liczne są też wyrobiska dawnych kamieniołomów oraz hałdy, a także nieliczne sztolnie, świadczące o bogatej działalności górniczej. Głównymi dolinami, które te grzbiety rozdzielają, płyną: Konradowski Potok i Piotrówka. Krótkie potoki spływające w kierunku Wysoczyzny Idzikowa bardzo głęboko wcinają się w zachodnią krawędź masywu.
W skład pasma wchodzą Żelazne Góry(niem. Eisen-Berge) i inne masywy. Pasmo ma kształt rozgałęzionego grzbietu o długości. Najwyższym szczytem pasma jest Suchoń (964 m). Naturalne lasy, żyzne i bardzo bogate florystycznie, są porozdzielane na niewielkie kompleksy, izolowane polami i łąkami. W pokryciu terenu dominują lasy zajmujące ok. 58% powierzchni, ponadto dużą powierzchnię ok. 28% zajmują pola i łąki. Pozostały teren to niewielkie wsie, czynne kamieniołomy, nieużytki porolne w różnym stadium regeneracji oraz inne siedliska antropogeniczne.

## Budowa geologiczna
Pod względem geologicznym pasmo zajmuje północno-zachodni fragment metamorfiku Lądka i Śnieżnika, uważanego za oderwany i wypiętrzony fragment formacji skalnej Masywu Czeskiego. Skały tego obszaru powstały w czasie najstarszych ruchów górotwórczych, które doprowadziły metamorfozy pierwotnych skał osadowych i skał wulkanicznych. Od zachodu i południowego zachodu graniczy ze skałami osadowymi niecki śródsudeckiej. W efekcie tektonicznego dźwigania Masywu Śnieżnika i Krowiarek w czasie orogenezy alpejskiej w trzeciorzędzie nastąpiło przerwanie ciągłości warstw oraz fleksuralne podniesienie górnokredowych warstw na kontakcie z seriami metamorficznymi. Rozpoczęła się erozja wydźwigniętego masywu. Ostateczny wygląd pasmo otrzymało w okresie epoki lodowcowej.
Wzniesienia pasma Krowiarek zbudowane są ze skał metamorficznych, które występują w Masywie Śnieżnika. Dominują tu skały serii strońskiej: łupki krystaliczne, łupki łyszczykowe, łupki łyszczykowe z granatami, marmury kalcytowe i dolomitowe, łupki węglanowe, łupki kwarcowe, kwarcyty, łupki grafitowe, amfibolity, paragnejsy. Zmetamorfizowane wapienie, widoczne są w postaci naturalnych wychodni skalnych oraz odsłonięć w licznych kamieniołomach.
Niższe partie stoków przykryte są utworami soliflukcyjnymi, a u podnóża występują osady polodowcowe oraz rzeczne.

## Krajobraz
Krajobraz niskich gór o dobrze rozwiniętej rzeźbie peryglacjalnej z wyraźnie zaznaczonymi wzniesieniami, poprzecinany licznymi wąskimi, głębokimi dolinami rzek i potoków często o charakterze przełomowym. Na zboczach i szczytach wzniesień licznie występują naturalne skałki zbudowane z gnejsów, paragnejsów, łupków, kwarcytów i wapieni krystalicznych. Poniżej czasami występują niewielkie blokowiska – gołoborza. Ponad połowę obszaru zajmują lasy regla dolnego. Dominuje krajobraz rolniczy, z pojawiającymi się na zboczach i szczytach wzniesień kępami lasów. Osadnictwo koncentruje się głównie wzdłuż dolin rzecznych. W dolinach dominują pola uprawne, na zboczach łąki. Jest tu wiele kamieniołomów, zarówno eksploatowanych, jak i nieczynnych. Niektóre stanowią element wyraźnie widoczny w krajobrazie, np. największy kamieniołom Romanowo.

## Wzniesienia
Dębowa 506 m, Wapniarka 518 m, Piotrowicki Las (Mrówczyniec 487 m i Grodowa 481 m), Żelazne Góry (Żeleźniak 591 m, Krzyżowa 498 m, Kamiennik 586 m, Golina 544 m, Ostróg 504 m), Dzicza Góra 578 m, Modlisze 622 m, Słupiec 531 m, Sędzisz 498 m, Skałeczna 570 m, Górzyca 815 m, Suchoń 964 m, Pasiecznik 893 m, Wilczyniec 897 m, Wapnisko 799 m, Chłopek 784 m i wiele innych.

## Przełęcze
Przełęcz Puchaczówka 860 m, Przełęcz pod Chłopkiem 733 m, Przełęcz Romanowska 436 m, Przełęcz Piotrowicka, Przełęcz Mielnicka 405 m.

## Wody
Krowiarki należą do dorzecza Odry. Największymi rzekami odwadniającymi pasmo są rzeki Nysa Kłodzka i Biała Lądecka. Pozostałe potoki odwadniające pasmo są ich dopływami.

## Miejscowości
Wokół Krowiarek znajdują się następujące miejscowości: Sienna, Stronie-Wieś, Stronie Śląskie, Strachocin, Stójków, Lądek-Zdrój, Radochów, Trzebieszowice, Ołdrzychowice Kłodzkie, Żelazno, Krosnowice, Gorzanów, Stary Waliszów, Nowy Waliszów, Kamienna, Idzików. W obrębie Krowiarek położone są: Kąty Bystrzyckie, Rogóżka, Marcinków, Konradów, Mielnik, Romanowo, Piotrowice (Piotrowice Dolne i Piotrowice Górne).

## Flora
Główną wartością obszaru są zachowane siedliska, rzadkiej w Sudetach, ciepłolubnej buczyny storczykowej z buławnikiem wielokwiatowym. W sąsiedztwie odsłonięć wapieni, na wapiennych piarżyskach i inicjalnych stadiach gleb, rozwijają się bardzo rzadkie w Polsce murawy kserotermiczne z południowoeuropejskiego rzędu Brometalia erecti. Murawy i buczyny nawapienne są także siedliskiem wielu rzadkich, zagrożonych i prawnie chronionych gatunków roślin. W Krowiarkach występują chronione grzyby gwiazdosz długoszyjkowy, maślak trydencki, a na łąkach występuje pełnik europejski nazywany różą kłodzką. Inne, rzadkie i chronione, a czasem tylko ciekawe rośliny występujące w Krowiarkach, to m.in.: śnieżyczka przebiśnieg, śnieżyca wiosenna, wawrzynek wilczełyko, przylaszczka, kokorycz pusta, pierwiosnka wyniosła, barwinek pospolity, czosnek niedźwiedzi, zawilce, złoć, orlik pospolity, konwalia majowa, konwalijka dwulistna, lilia złotogłów, czworolist pospolity, kopytnik pospolity, marzanka wonna, gwiazdnice, firletka, lepnica biała, bniec czerwony, goździk, czerniec gronkowy, kruszczyk szerokolistny, rutewka orlikolistna, kaczeńce, tojad, łubin, miesiącznica trwała, jaskry, goryczuszka orzęsiona, dziewięćsił bezłodygowy, zimowit jesienny, skrzypy, paprotka zwyczajna, zanokcice i inne paprocie.

## Fauna
W kamieniołołomach i skałkach na Wapniarce żyje ślimak świdrzyk ozdobny.

## Turystyka
Przez pasmo prowadzą szlaki turystyczne
- żółty – fragment prowadzący z Przełęczy Puchaczówka do Żelazna przechodzi przez południowo-wschodnią część pasma.
- zielony – prowadzący z Romanowa przez północno-zachodnią część pasma do Przełęczy Spalona i dalej
- czarny – fragment prowadzący z Bystrzycy Kłodzkiej do Złotego Stoku przechodzi przez środkową część pasma.
- Na szczycie góry Wapniarka znajduje się drewniana wieża widokowa.
- Przez przełęcz Mielnicką prowadzi droga krajowa nr 33 z Kłodzka do granicy państwa w Boboszowie.
- W 2025 utworzono obejmujący część wzniesień rezerwat przyrody Krowiarki.

## Ciekawostki
- Pasmo Krowiarek stanowi jeden z największych obszarów krasowych Sudetów, a za szczególnie ciekawą uważana jest krasowa hydrologia okolic Romanowa, gdzie występuje ponor, przechwytujący znaczną część wód potoku Piotrówka.
- W przeszłości w Krowiarkach podejmowano próby eksploatacji galeny, która oprócz ołowiu zawiera także srebro.